# ヴァイマル文化

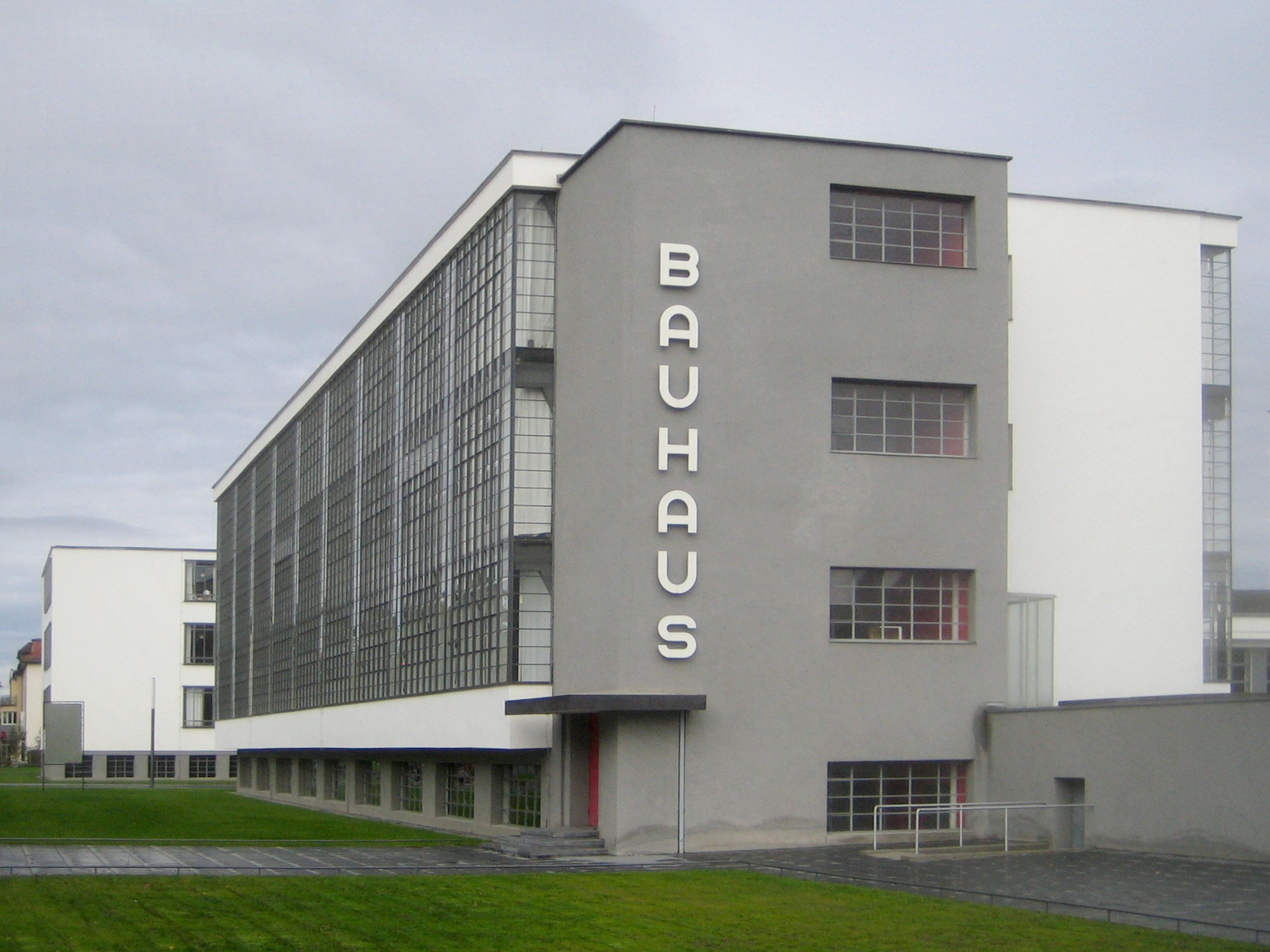
現代建築の泰斗・ヴァルター・グロピウスが設計し、1925年から1926年にかけて建設されたバウハウスデッサウ校

ヴァイマル文化（ヴァイマルぶんか、Weimar culture. 「ヴァイマル」 は「ワイマール」 と発音されることも多い。）とは、ヴァイマル共和政期（1918年の第一次世界大戦終結におけるドイツの敗北から1933年のヒトラー政権成立まで）に叢生した諸文化の勃興を指す。
この時代の知的成果は、人類史上最高水準の1つとして引用されることが多い。当時のドイツは理系分野はもとより文学、哲学及び芸術の最先端を行く国とされ、特に1920年代のベルリンはヴァイマル文化の牙城であった。
なお、ヴァイマル共和政には当てはまらないものの、ドイツ語圏で同様に第一次世界大戦後に共和制に移行したオーストリア第一共和国、就中ウィーンもヴァイマル文化の一部に含める場合がある。
ドイツの知的環境に重要な新展開が見られたのは、国内の大学が初めてユダヤ人学者に門戸を開いた1918年であった。代表的なユダヤ人としては、社会学者のカール・マンハイム、エーリヒ・フロム、テオドール・アドルノ、マックス・ホルクハイマー及びヘルベルト・マルクーゼ、哲学者のエルンスト・カッシーラー及びエトムント・フッサール、政治学者のアルトゥル・ローゼンベルクやグスタフ・メイエルらが挙げられる。
同時期にはドイツ人9名がノーベル賞を受賞しているが、このうち5名がユダヤ人であったように、ユダヤ人はヴァイマル文化の諸分野において重要な役割を果たす。
しかし保守派やナチ党といった右派は、これらの文化の多くを「退廃的」とみなした。1933年のヒトラー政権成立に伴い、これら「退廃的」な文化の担い手は、表現を変更してナチスに迎合するか、もしくは迫害、亡命の選択を迫られた。アメリカ合衆国やイギリスなどへの亡命者はユダヤ人、非ユダヤ人を問わず多い。国内に留まった者は活動を禁止されたり、ひどい場合は強制収容所に入れられる者もいた。
ヴァイマル時代の文化は1960年代、ドゥルーズ、
ガタリ、フーコーの他デリダら、主としてフランスの革新系知識人から再評価を受けた。

## 時代状況

### 政治
第一次世界大戦敗北後、北ドイツの軍港・ヴィルヘルムスハーフェンに次いでキールにて水兵が総蜂起、これが帝政廃止や民主化などを求める労働者や市民を巻き込む一大運動となった。ドイツ革命である。
その後、皇帝ヴィルヘルム2世の退位とオランダへの亡命が成り、社会民主党党首のフリードリヒ・エーベルトへの宰相委譲が宣言されると、同党幹部のフィリップ・シャイデマンがヴァイマル共和政の成立を宣言。
ヴァイマル共和政は世界初の社会権を盛り込んだヴァイマル憲法を生み出したものの、革命の急進化を阻止する政府の動きが却って極左、極右両勢力を刺激し、その勢力拡大が進行する事態となる。フランスとベルギーによるルール占領が行われた1923年には政情不安定はピークに達し、破滅的なインフレーションとミュンヘン一揆などの政治的混乱が発生した。しかしシュトレーゼマンやヒャルマル・シャハトの尽力もあり、政治や経済は相対的な安定期を迎えた。1925年のロカルノ条約締結によってドイツは国際社会への復帰を果たし、1926年には国際連盟への加盟が認められた。しかし1929年の世界恐慌以降、経済悪化が社会不安を呼び、国家社会主義ドイツ労働者党（ナチ党）の台頭を招いた。1933年、ヒトラーの首相就任とその後の権力掌握によってヴァイマル共和政は終焉する。

### 経済
第一次世界大戦で莫大な出費を強いられつつ敗戦国となったドイツは、終戦後の1919年に経済が最低に達しており、ヴァイマル共和政は経済的苦境の中発足する。その後賠償景気を経て、1922年には工業生産が戦前の7割にまで回復。
しかし、ドイツがヴェルサイユ条約により課せられた、1320億金マルクの賠償金支払猶予を戦勝国に要請した事から、フランスとベルギーがイギリスの反対を押し切りルール地方を占領。ルール地方支援に莫大な支出を余儀無くされたため、政府も通貨の無制限発行を行い、マルクの暴落とハイパーインフレーションを招く事となる。
1923年11月には、対ドル交換比率が1ドル4兆2000億マルクとなり、マルクが通貨としての機能を喪失。その中で国内の農・商工業資産を担保にし、金を基準とする新紙幣レンテンマルクを発行するに至る。発行額を限定した上で、1レンテンマルクを1兆マルクとする試みは功を奏し、記録的なインフレーションは急速に収束した。その後はドーズ案・ヤング案による賠償支払いの緩和やアメリカなどの外資導入もあって、経済は相対的安定期を迎えた。しかし、1929年の世界恐慌を機に再び崩壊の危機に陥る。共和政末期の1932年には失業率が29.9％となった。

### 社会構造
ヴァイマル共和政期は産業構造が近代化されつつも、次第に工業やサービス業へと傾斜。第一次世界大戦前の1907年、ドイツの労働者の54.9%が手工業者であったが、1925年までには50.1%に落ち込んでいる。
一方、事務員、マネージャーや官僚が同時期に10.3%から17%へと増加した。緩慢ながらも、都市化や中産階級の成長が見られるようになったのである。
しかし、1925年までには国民の3分の1しか大都市に住んでおらず、残りは中小都市か農村部の居住者であった。戦争による喪失と領土割譲を経ながらも、ドイツの全人口は1920年の6240万人から、1933年には6520万人に増加。
第一次世界大戦とその後のインフレーションの結果、若年層は結婚に向けた貯蓄に意義を見出せず、浪費や娯楽を選好するようになったため、ヴィルヘルム帝時代の価値観が一層信用を失う事となる。
政治的にも経済的にも、ドイツはヴェルサイユ条約で課せられた諸条項や賠償金と格闘しており、そのような中でも未だ嘗て無い卓越した文化を生み出すに至った。

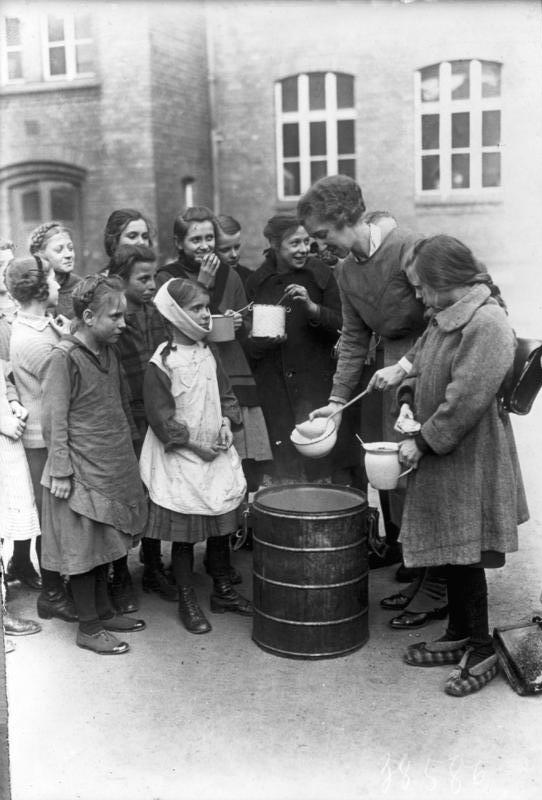
スープキッチンで施しを受ける子ども達（1924年）
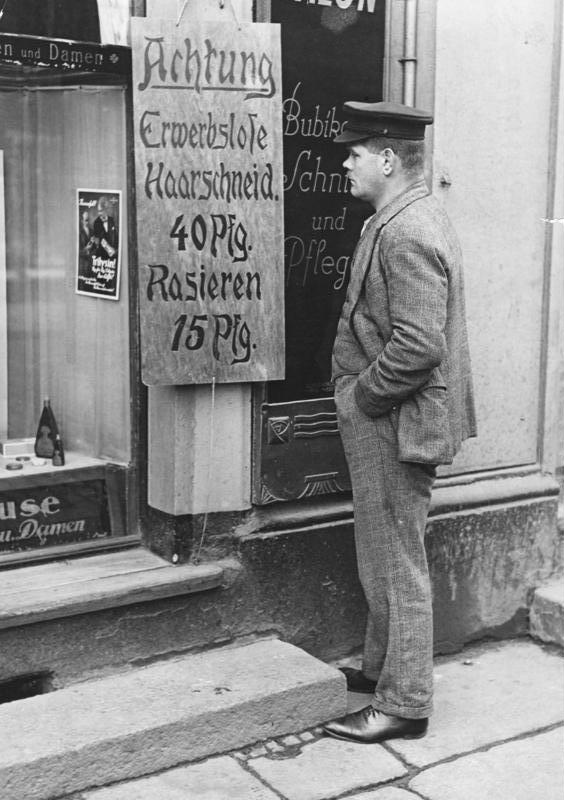
「失業中。散髪40ペニヒ、髭剃り15ペニヒ」と書かれた看板を読む男性（1927年）
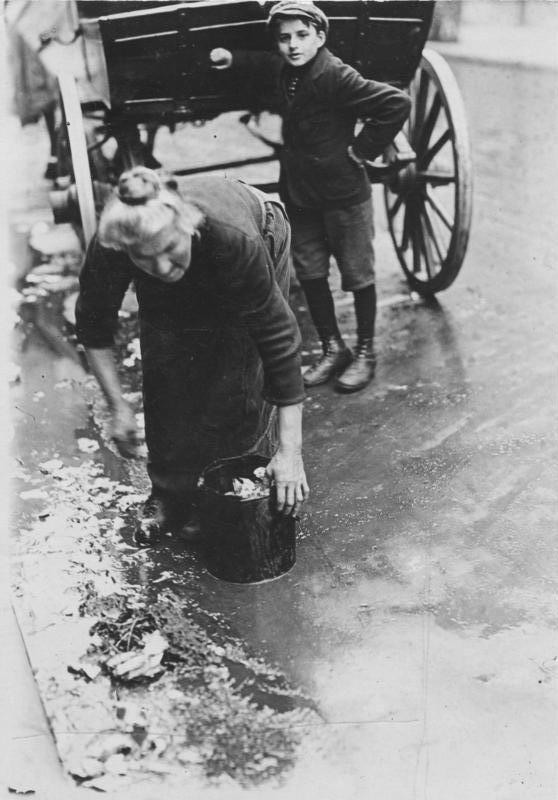
昼食を採りに野菜売りのワゴンから野菜屑を集める高齢女性（1923年）
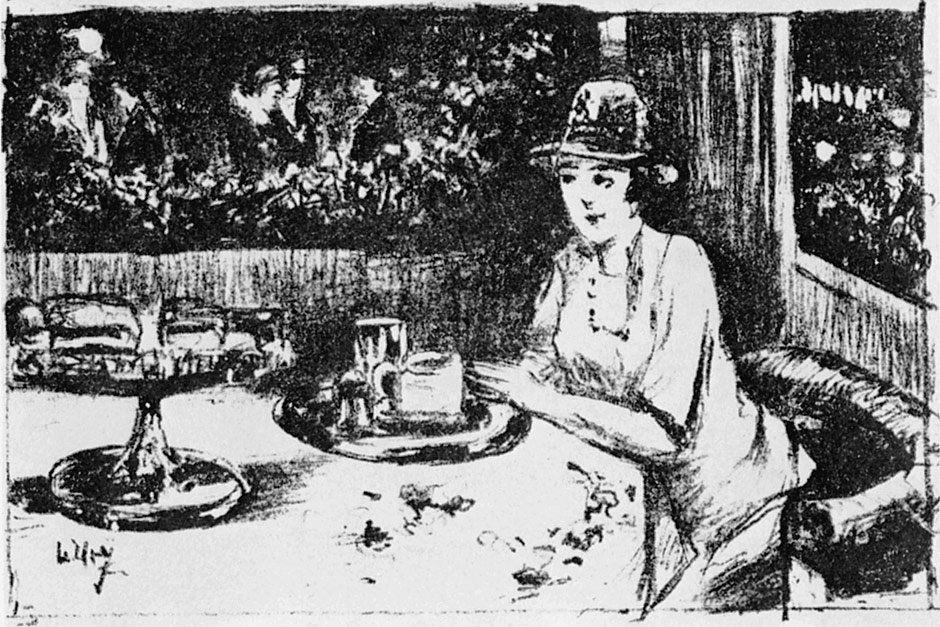
カフェの女性を描いたスケッチ（レセル・ウリ作、1925年）

## 芸術

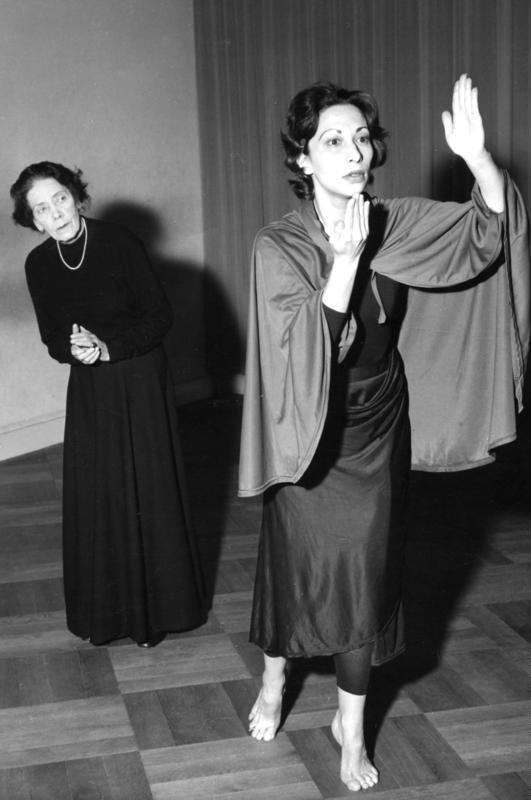
マリー・ヴィグマン（左）

文学、芸術、建築、音楽、舞踊や演劇の他、映画というニューメディアの分野で文化的発展が顕著であった。政治理論家のエルンスト・ブロッホをして、ヴァイマル文化を「ペリクレス時代」とまで言わしめている。
視覚芸術、音楽及び文学は軒並み、ヴァイマル共和政初期からドイツ表現主義の影響を強く受けている。中でも1920年までには、新即物主義に対する転回が明白であった。
新即物主義は宣言や一連の規則も無かったため、厳密な意味での運動とは程遠かった。しかしロマン主義、幻想、主観性及び生の躍動といった表現主義の題材を拒み、正確さや計画性、事実や真実の描写に徹した芸術家は多い。

アメリカ合衆国の書評誌カーカス・レビューは、ヴァイマル期の芸術がどれ程政治的であるか、次のように述べている。
非常に実験的であり、因習打破的かつ革新寄りで、大企業なりブルジョア社会なりに心情的に敵対しており、プロイセンの軍国主義や権威主義ともいがみ合っている。故に、1933年1月首相となったアドルフ・ヒトラーのように、旧来の独裁政権が「退廃芸術」と見ても別段驚くべき事ではない。同年5月10日にウンター・デン・リンデンでナチス系の学生が行った「非ドイツ的書物」の焼却は、ヒトラー政権下のヴァイマルのみならず、ゲーテやシラーの郷里である18世紀のヴァイマルに遡る、啓蒙主義的なリベラリズムの伝統全体に降り掛かった象徴的な儀式であった。
ヴァイマル共和政期の芸術で最も有名な出来事の1つは、1918年12月3日に11月グループが結成された事であろう。共産主義者や無政府主義者、共和主義者が政府の主導権を巡って争ったドイツ革命後、ヴァイマル共和国樹立を挟み、前衛主義を自任する約100名の芸術家が参加。
1933年にナチス政権が活動を禁じるまで、ベルリンにて展覧会を19回開催した他、ローマやモスクワ、日本へも活動の幅を広げるなど、前衛芸術界ではドイツはもとより世界を牽引する存在となる。
バウハウスを設立した建築家のヴァルター・グロピウス、作曲家のクルト・ヴァイルや演出家のベルトルト・ブレヒトら、他の芸術運動・集団にも属するメンバーがいた。
11月グループの芸術家は、ヴァイマル共和国期におけるドイツの芸術や文化に新風を巻き起こしたが、その後アドルフ・ヒトラーにより退廃芸術の烙印を押されてしまう。

### 美術
ヴァイマル共和国時代は、1920年代全般にわたり継続した美術の諸潮流の最中に開始。就中ドイツ表現主義は第一次世界大戦前に端を発し、これとは対立する立場を取る芸術家が多くなるものの、1920年代を通じて強い影響力を及ぼした。
ダダは第一次世界大戦中にチューリッヒで始まり、国際的な現象となる。機械や科学技術、キュビズムの影響を強く受けているのが特徴であった。
ダダ派の芸術家はパリ、ベルリン、ケルン及びニューヨークでも同様の運動を展開。ドイツではリヒャルト・ヒュルゼンベックがベルリン・ダダを旗揚げし、ラウル・グロスマン、ジョン・ハートフィールド、ジョージ・グロス、ジャン・アルプ及びハンナ・ヘッヒらが集った。ジャン・アルプやマックス・エルンストはケルン・ダダを立ち上げ、展覧会を開く。
クルト・シュヴィッタースはハノーファーにて1人だけのダダ「グループ」を結成、2階建ての一軒家を廃物で急ごしらえした彫刻作品で満たすと共に、友人の芸術家の溜まり場となる。なお、この家は1943年に連合国の爆撃を受け破壊。
新即物主義派の芸術家は特定のグループに属さなかったが、ヴァイマル共和国の芸術家はこれと関係のある概念を志向。就中ケーテ・コルヴィッツ、オットー・ディクス、マックス・ベックマンやジョージ・グロスらは皆「スタイルは違えど戦争の恐怖、偽善、道徳的退廃、貧困及びナチズムの台頭といった多くのテーマを共有していた」という。
なお、オットー・ディクスやジョージ・グロスは、古代ローマのヴェリズム（「真実」の意）に擬えつつ独自の運動を展開。ヴァイマルドイツでは酷評されたものの、表現主義的な作品からは失われてしまったリアリズムを懸命に描き出そうとした。

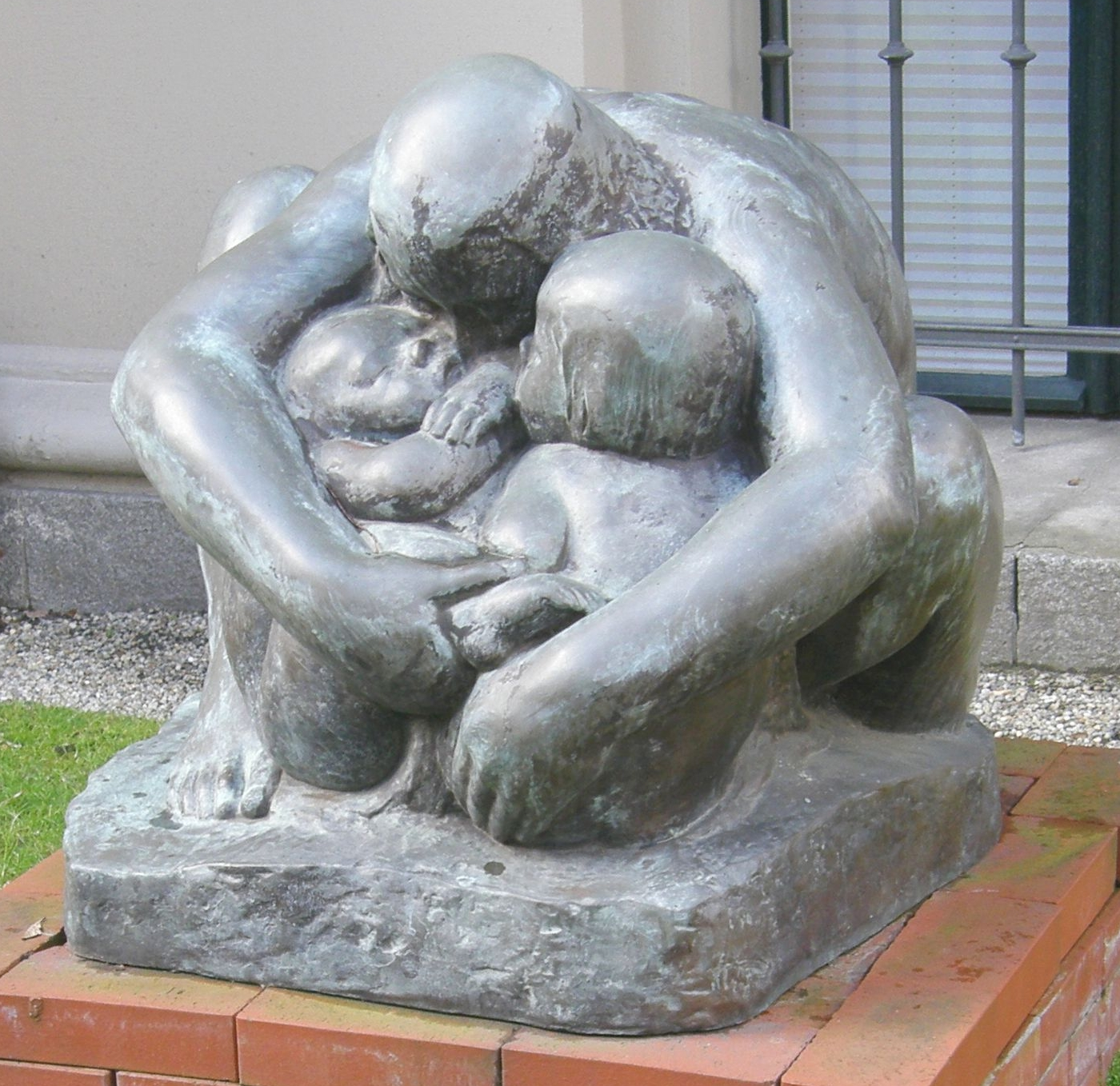
『子どもと母』（ケーテ・コルヴィッツ作、1927年 - 1937年）
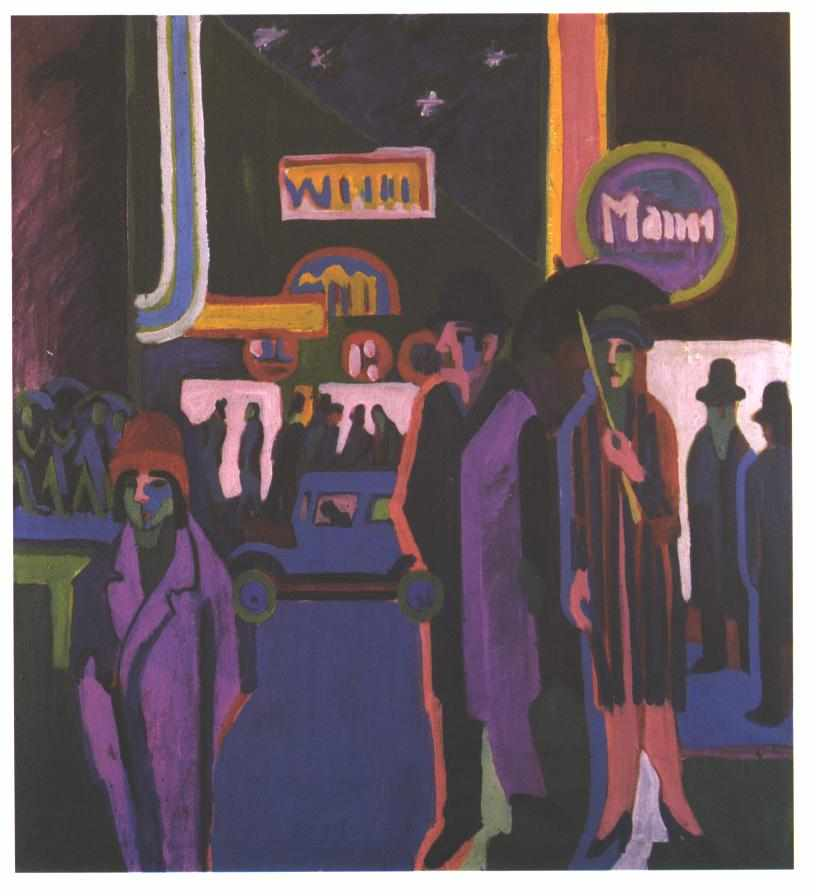
『夜の通り』（エルンスト・ルートヴィッヒ・ キルヒナー作、1926年 - 1927年）

### デザイン
ヴァイマル共和国期のデザインは、従来の様式を打ち破る新たな展開を見せる。バウハウス様式のデザインが際立っており、現代デザインと通ずる点は多い。バウハウス系のデザイナーは家具からタイポグラフィ、建造物に至るまで、創作の対象はバラエティに富む。
デザインの批判的再考というダダの目標はバウハウスにも通ずるが、ダダの運動は当初、美学的な視点から出発したのに対し、バウハウスは従来の工業デザインと美術工芸学校とを組み合わせたものであった。
また、バウハウスは工業デザインの実用性に配慮しつつも、新即物主義を作品に反映。創設者のヴァルター・グロピウスは「我々は建築を機械やラジオ、自動車に当てはめたい」と語っている。
ベルリンなどには現在も、バウハウス様式の建造物が多い。エルンスト・マイやブルーノ・タウトによる集合住宅計画は、ニュータウンの主たる特徴として採用されてきた。この他、バウハウス系の建築家にはエーリヒ・メンデルゾーンやハンス・ペルツィヒらがいる。
画家のパウル・クレーもバウハウスの講師を務めた。バウハウスで行った現代美術についての講義録は、レオナルド・ダ・ビンチの絵画論やアイザック・ニュートンのプリンキピアに比肩し得る物として評価を受けている。

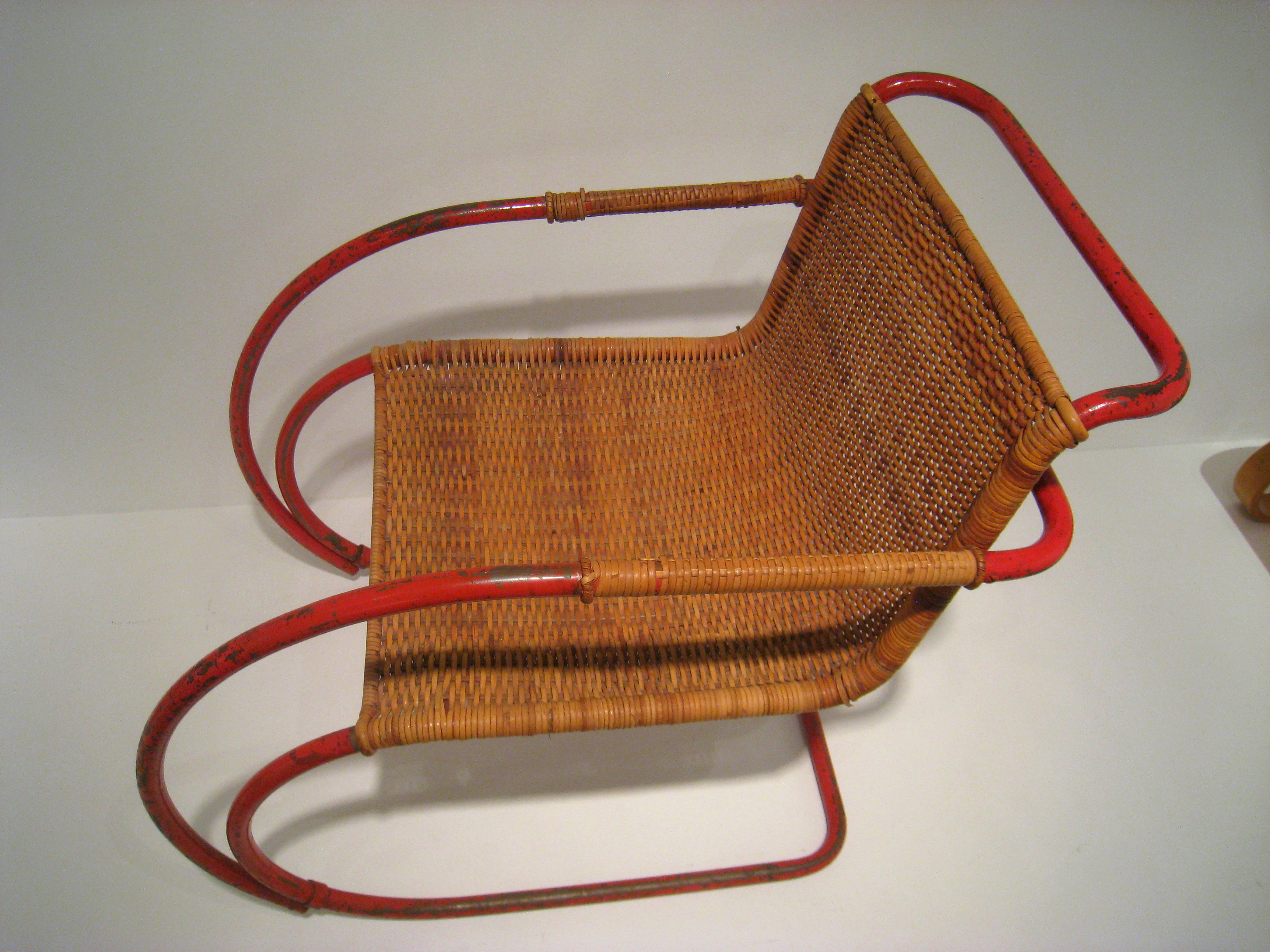
肘掛け椅子（ミース・ファン・デル・ローエデザイン）
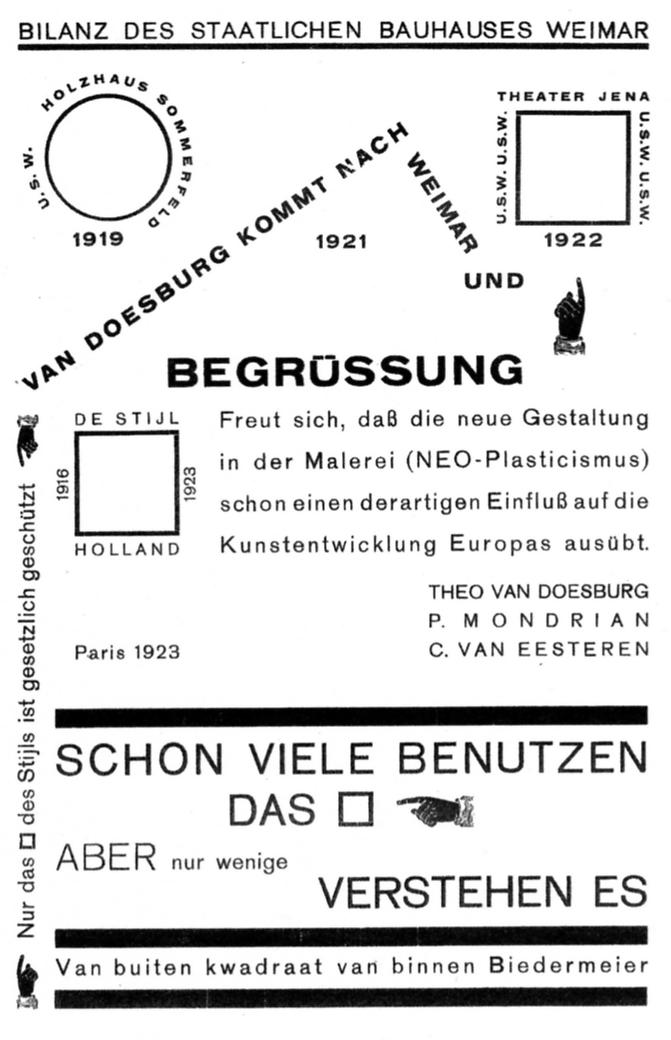
バウハウス様式のタイポグラフィ（テオ・ヴァン・ドエスブルク作、1923年）
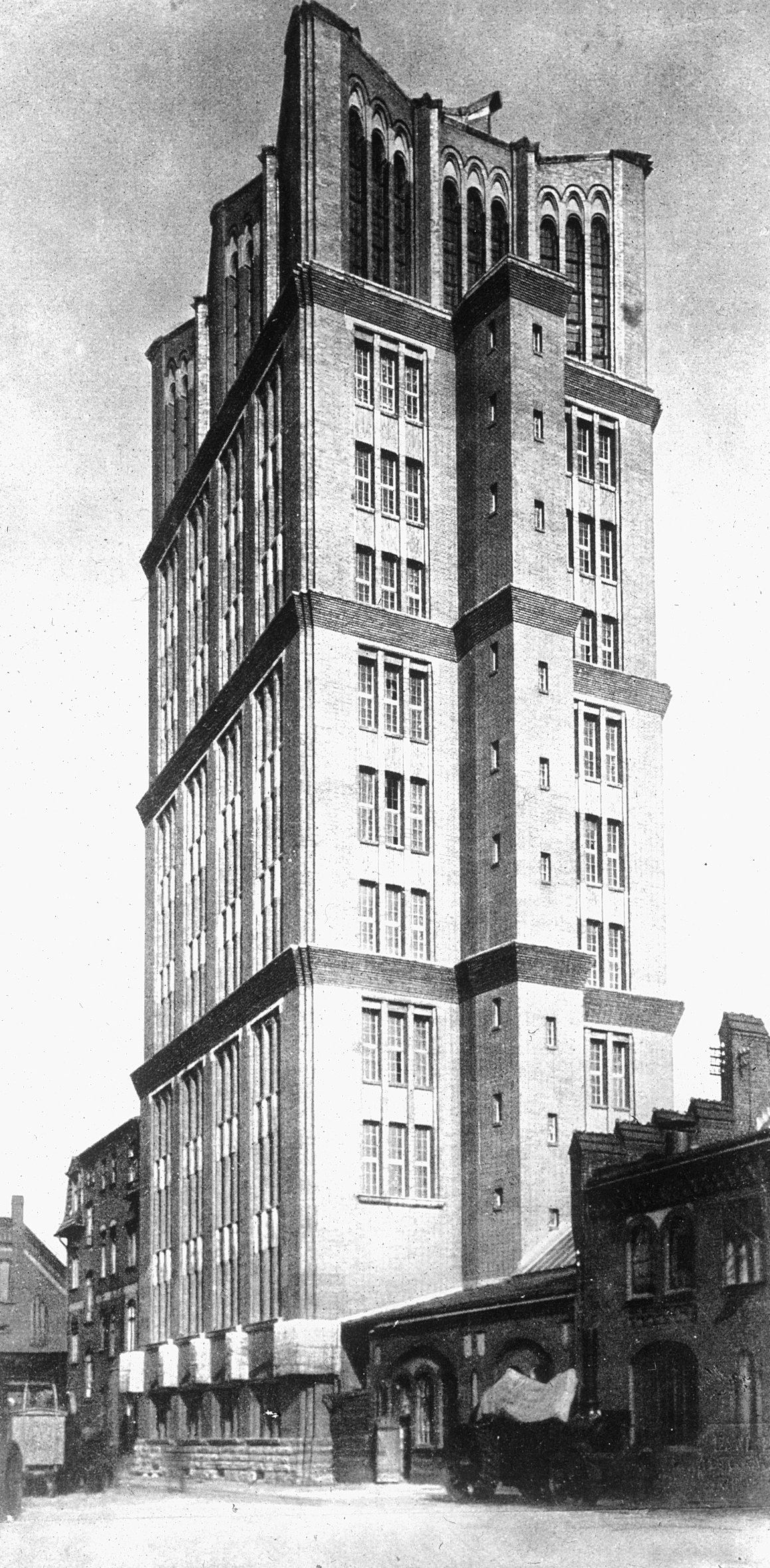
ドイツボルジヒ社の高層ビル（オイゲン・シュモール設計、1922年 - 1924年）。現存する

### 文学
アルフレート・デーブリーンやエーリヒ・マリア・レマルク、マン兄弟（ハインリヒ／トーマス）は世界的なヒット作を著し、文学を通じて政治や社会の機能不全を世に問うた。
また、外国人作家もベルリンを訪れ、躍動的でより自由な都市文化に魅了。ベルリンの退廃的なキャバレーを描いた、イギリス人作家クリストファー・イシャーウッドの小説『さよならベルリン』は、後にミュージカル映画『キャバレー』に翻案されている。
インドや東アジアの音楽家や踊り子、僧侶までもがヨーロッパに来た事もあり、仏教などの東洋宗教がベルリンで受け入れられるようになったのは、この時期の事である。就中ヘルマン・ヘッセは自身の小説に、東洋哲学や精神的なテーマを取り入れた。
文化批評家のカール・クラウスは風刺的なジャーナリズムの先頭に立ち、この時代の文学的政治的良心となる。

### 演劇
ベルリンやフランクフルト・アム・マインの劇場は、エルンスト・トレル及びベルトルト・ブレヒトの演劇や、マックス・ラインハルト並びにエルヴィン・ピスカトールのステージ演出が花を添えた。
容共的ないしはブレヒトやヴェイルのアジプロ演劇のように、公然とプロパガンダを行う作品が多い。アジプロ演劇とは「アジテーション」と「プロパガンダ」のかばん語。聴衆を活動家に仕立て上げるため、演劇に大衆の抗議（アジテーション）と説得力のある政治的スローガン（プロパガンダ）を付与するのを目的としていた。
なお、トレルは当時代の代表的な表現主義の劇作家であるが、その後新即物主義に転向。
ベルリンにおけるブレヒトやラインハルトの前衛的な演劇は、当時ヨーロッパで最も進んだものであり、ライバルを挙げるとすればパリ位であった。

### 音楽
コンサートホールや音楽学校ではアルノルト・シェーンベルクやアルバン・ベルクの無調や十二音技法のほか、パウル・ヒンデミット、クルト・ヴァイル、クレネクらによって新即物主義や新古典主義の影響を受けたモダニズムが示され、これらは『ヴォツェック』『ジョニーは演奏する』などオペラにも反映された。ヴァイマル文化期のモダニズムの作曲家としては、この他にもハンス・アイスラーやパウル・デッサウらがいる。

### 現代舞踊
ルドルフ・フォン・ラバンやマリー・ヴィグマンが現代舞踊の発展の基礎を築く。

### 映画
ヴァイマル時代の初頭において、映画とはサイレント映画の事であった。表現主義映画は人性の暗黒面を抉るプロットが特徴的で、大道具から形式に至るまで、正に陰々滅々という言葉が似合う。
ロベルト・ヴィーネ監督映画『カリガリ博士』（1919年）は、ドイツ初の表現主義映画とされる。物語が棺を思わせる謎めいた、魔法の箱を巡って展開する一方、いびつなセットやドイツの町に忽然と現れる歪んだ建造物が、観る者に猟奇的な感傷さえ与えていた。
F・W・ムルナウのホラー映画『吸血鬼ノスフェラトゥ』は1922年に封切り。フリッツ・ラング監督映画『ドクトル・マブゼ』（1922年）は「ベルリンやより一般的には、ラングによるとヴァイマルドイツの腐敗や社会的混乱」を描いた「怪作」とされている。
文化史家のブルース・トンプソンによると、本作が当時のベルリンの雰囲気をよく捉えているとして、次のように述懐。
スラムから株式市場、そしてキャバレーやナイトクラブに至るまで描いており、何処においても混沌が支配し、権威が信頼されず、権力が手に負えない位狂っており、富が犯罪と不可分である。
未来主義は表現主義者が好むもう1つのテーマで、『メトロポリス』（1927年）におけるディストピアがその代表例である。
多くの表現主義映画における自己欺瞞的な主人公は、ゲーテの『ファウスト』を模倣しており、ムルナウはこの話を自身の映画『ファウスト』に翻案。
ただ、ドイツ表現主義はヴァイマルドイツで制作された映画において一般的な形態ではなく、数の上でも大衆にかなりの人気を誇った時代劇に引けを取ってしまう。

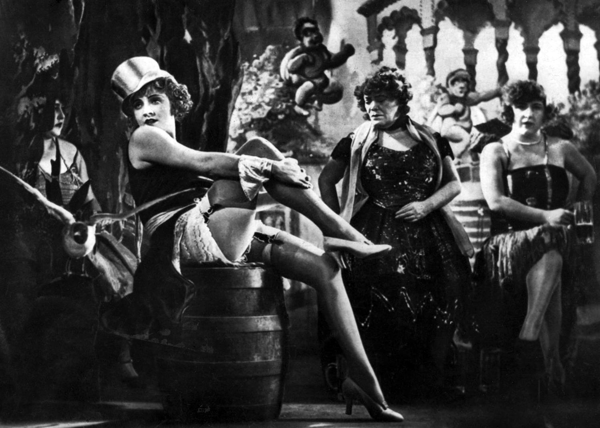
ジョセフ・フォン・スタンバーグ監督映画『嘆きの天使』（1930年）

ヴァイマル共和政末期におけるトーキー映画の登場と並行して、サイレント映画は1920年代を通じて製作。サイレント映画は訛りと無関係な分、キャストを世界各地から招く事が出来るなど、映画製作者にとってはある程度有利であった。
従って、ゲオルク・ヴィルヘルム・パープストやルイーズ・ブルックスとの協力を始め、英米圏の俳優がドイツ映画で同国の映画監督やキャストと容易に組めた。
しかし、トーキー映画の製作がドイツでも始まると、他言語版の製作を同時進行で取り組む映画製作者もいた。例えば、ミュージカル三文オペラはパプスト監督の下映画化されているが、最初はフランス語版（1930年）が、続いてドイツ語版（1931年）が作られる事となる。英語版は実現せず。ナチスが1933年にドイツ語版のネガを破却したものの、戦後復元される事となる。
マレーネ・ディートリヒとエミール・ヤニングスが主役を務めた、ジョセフ・フォン・スタンバーグ監督映画『嘆きの天使』（1930年）は英語版とドイツ語版が同時製作（各版とも別々のキャストを用意）。
ハインリッヒ・マンが1905年に上梓した小説を基にしており、ベルリンの大学教授とキャバレーの踊り子との数奇な恋物語を描いた話題作と見られる事が多い。しかし、自動車のような現代都市のアイテムが無いため、この解釈を巡っては評論家の間でも見解が異なる。

## 哲学
ヴァイマル共和国期の哲学は、数学や物理学など理系分野に強かった。著名な科学者はベルリン学団と呼ばれるグループに関わっており、中でもカール・ヘンペルは同グループに多大なる影響を及ぼす事となる。
ベルリン生まれのヘンペルは、ゲッティンゲン大学及びハイデルベルク大学を経て帰郷し、同地でハンス・ライヘンバッハやマックス・プランクといった物理学者の薫陶を受けた。ライヘンバッハはヘンペルにウィーン学団を紹介しているが、ヘンペルによると「科学に興味がある哲学者や、哲学に興味がある科学者による非公式の集まり」であったという。
ヘンペルはウィーン学団で議論されていた論理実証主義に心惹かれ、同様の集まりであるベルリン学団を展開するに至る。ヘンペルの評判は、今や20世紀最大の科学哲学者と見做される程にまで成長。なお、リヒャルト・フォン・ミーゼスは両方のグループで活動している。
ヴァイマル共和政期、ひいては20世紀最大の哲学者はマルティン・ハイデッガーであろう。ハイデッガーは20世紀哲学における礎の1つとなる存在と時間を1927年に上梓。同書は欧米における次代の哲学者、就中現象学、実存主義、解釈学及び 脱構築の分野に影響力を及ぼした。
また政治学と哲学の混交は、急進的な政治学が政治的スペクトラムを越えて多くの思想家や活動家を惹き付けた、ヴァイマルドイツの哲学者を鼓舞。例えば、ヘルベルト・マルクーゼは20代でフライブルク大学の学生となり、マルティン・ハイデッガーの下で研究を行った。なお、マルクーゼ自身はその後、アメリカ合衆国で新左翼の旗手となる。
エルンスト・ブロッホ、マックス・ホルクハイマー及びヴァルター・ベンヤミンは皆、他の哲学的諸論題に加えマルクス主義や政治学について執筆。ドイツのユダヤ人哲学者は総じて、諸問題はユダヤ人問題によって齎されたと見做している。
政治哲学者のレオ・シュトラウスやハンナ・アーレントはヴァイマル共和政期に大学教育を受けているが、ベルリンのユダヤ系知識人サークルに軸足を移し、ノルベルト・エリアス、ハンス=ゲオルク・ガダマーそしてゲルショム・ショーレムらと親交を結んだ。なお、シュトラウスやアレントはナチス政権を避け、最終的にはアメリカ合衆国へ移住。
法・政治学者のカール・シュミットはナチス及びスペインのフランコ両政権を支持するファシストであった。
しかし、その政治哲学書はアラン・バディウやスラヴォイ・ジジェク、同時代のハンナ・アレント、ヴァルター・ベンヤミンやレオ・シュトラウスといった、哲学者や政治学者によって広く読まれた。

## 社会学
ヴァイマル共和政の時代、ドイツは思想の一大中心地となった。社会学及び政治理論（就中マルクス主義）はフロイト流の精神分析と結び付き、批判理論の形成やフランクフルト・アム・マイン大学に設立された社会調査研究所（フランクフルト学派とも）の発展に寄与。
所謂フランクフルト学派系の最も著名な思想家としては、エーリッヒ・フロム、ヘルベルト・マルクーゼ、テオドール・アドルノ、ヴァルター・ベンヤミン及びマックス・ホルクハイマーらが挙げられる。非フランクフルト学派系の高名な思想家には、マルティン・ハイデッガーやマックス・ヴェーバーらがいる。
また、人間学が生まれたのはこの時代の事であった。

## ベルリンにおける退廃主義の評判
第一次世界大戦で荒廃、困窮したベルリンやヨーロッパ各地では、売春が隆盛した。自暴自棄に陥った女性、そして時には男性が生き延びる術として売春を選ぶことは、1920年代の一時期において一般的であった。最初は身寄りの無い女性が手を出し、その後は男女を問わず若年層にも広まる事となる。
大戦中は梅毒や淋病といった性病が、政府が注意を払う程蔓延した。前線の兵士も売春を通じてこれらの病気に罹ったため、ドイツ軍は特定の売春宿に医師を派遣し検査、兵士にはこれらの施設向けに性的サービスのクーポン券を配布した。
何れにせよ売春は良識あるベルリン市民の不興を買う所となるも、地下経済や文化において確固たる地位を築くこととなった。
しかし、売春と並行して犯罪も多発し、ベルリンはコカインやヘロイン、精神安定剤といった薬物取引や、闇市場の中心としての悪評を得るに至った。また、警察は市内に62のギャング組織を突き止めている。
一方、一般人も殺人事件、とりわけ快楽殺人の報道に夢中であった。メディアは当時のフィルム・ノワール（例えば映画『M』）に倣い、科学捜査や性心理分析の手法を用いた安価な犯罪小説を量産した。
違法かつ不道徳な行為に対する新たな寛容はともかく、多くの観光客に衝撃を与える都市文化がもう1つあった。アバンチュール目的の観光客向けに、本屋が「夜の社交場」を紹介するガイドブックを店頭に並べていたのである。
男性やレズビアン向けの発展場を含め、関連施設が推計500にも上るとされ、中には女装・男装趣味者の入場が許される施設が存在したという。
また、ヴァイマル期のベルリンにはマグヌス・ヒルシュフェルトの性科学研究所を筆頭に、性関連の博物館もあった。これらは1933年のナチス政権成立の際、ほぼ全て閉鎖されている。
ベルリンの芸術家は、こうしたキャバレーとも合法の劇場ともつかないアングラ文化に魅了された。特にダンサー・女優のアニータ・ベルバーはコカイン中毒や奇行と並び、エロティックな演技で悪名轟く存在となり、オットー・ディクスのモデルとなった他、クラウス・マンと同じサークルに身を置いた。
ヴァイマル文化における映画は、タブーとされるテーマにも積極的に挑戦。ゲオルク・ヴィルヘルム・パープスト監督の映画『淪落の女の日記』（1929年、ルイーズ・ブルックス主演）は、私生児を身籠ってしまったため実家を勘当され、その後生活のため売春婦に身を落とす若い娘を描いている。
物議を醸し得る題材をありのままに取り上げるこの種の映画は、大戦直後より見られる。リヒャルト・オズヴァルトは1919年に2本の映画を監督、発表しているが、何れもメディアの標的とされた上、警察から事情聴取を受けたり、政府から検閲の対象とされてしまった。『他の人々とは異なって』が自らの性と社会的な期待との間で思い悩む男性同性愛者を扱った一方、『売春』は性奴隷にさせられた女性を題材としている。

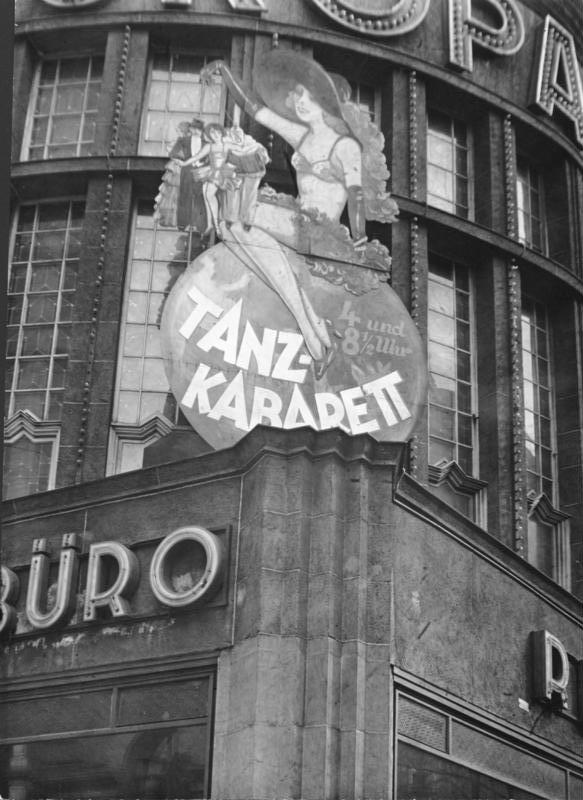
ヴァイマル期のベルリンに存在したキャバレー・オイロパハウス（1931年）
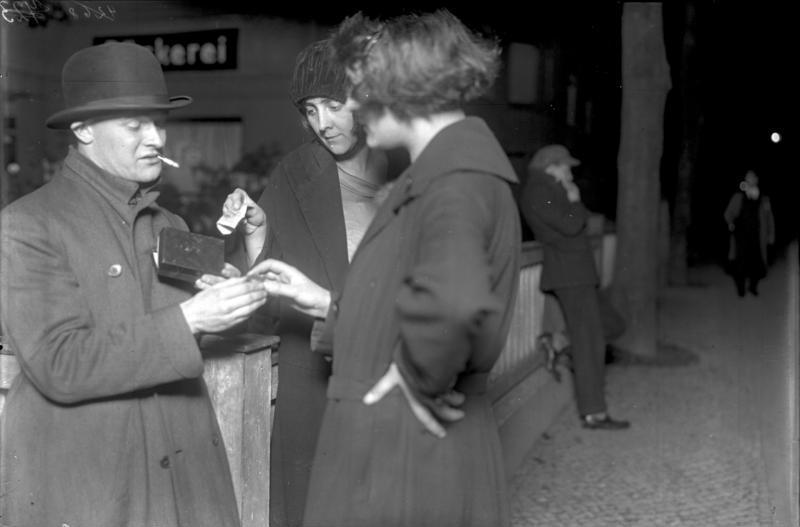
麻薬の売人からコカインのカプセルを購入する売春婦。カプセル1錠が5マルクであった（1930年、ベルリンにて）
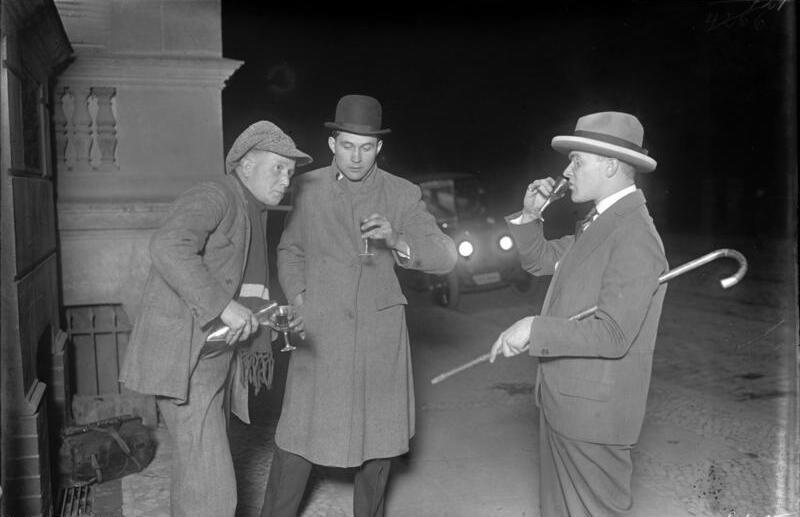
閉店時間以後、路上で1杯1マルクの酒を売る光景。当時は違法とされたため、売り手は絶えず場所を変えている

## ヴァイマル期に活躍した人物

### 芸術

#### 視覚芸術
- エルンスト・バルラハ - 彫刻家
- マックス・ベックマン - 画家
- オットー・ディクス - 画家
- マックス・エルンスト  - 画家
- コンラット・フェリクスミュラー - 画家
- ジョージ・グロス - 画家
- アウグスト・ザンダー - 写真家
- ジョン・ハートフィールド  - フォトモンタージュ作家
- エーリッヒ・ヘッケル - 画家
- ヘルベルト・バイヤー - 画家、デザイナー
- ケーテ・コルヴィッツ - 版画家、彫刻家
- ヴァシリー・カンディンスキー - 画家
- エルンスト・ルートヴィッヒ・ キルヒナー - 画家
- パウル・クレー - 画家
- ゲルハルト・マルクス - 彫刻家、木版画家、石版画家、陶芸家
- オットー・ミュラー - 画家
- ガブリエレ・ミュンター - 画家
- エミール・ノルデ - 画家
- マックス・ペヒシュタイン - 画家
- カール・シュミット＝ロットルフ - 画家
- クルト・シュヴィッタース - 画家
- ハンナ・ヘッヒ  - フォトモンタージュ作家

#### 文学
- ゴットフリート・ベン - 詩人
- ベルトルト・ブレヒト - 劇作家
- アルノルト・ブローネン - 劇作家
- ハンス・カロッサ - 小説家
- アルフレート・デーブリーン - 小説家
- シュテファン・ゲオルゲ - 詩人
- ハンス・グリム - 詩人
- ヘルマン・ヘッセ - 小説家
- クリストファー・イシャーウッド - 小説家
- エルンスト・ユンガー - 小説家
- フリードリッヒ・ゲオルク・ユンガー - 詩人、随筆家
- フランツ・カフカ - 小説家
- エーリッヒ・ケストナー - 小説家、詩人
- ハインリッヒ・マン - 小説家
- クラウス・マン - 小説家
- トーマス・マン - 小説家
- エーリッヒ・ミューザム - 詩人、劇作家
- エーリッヒ・マリア・レマルク - 小説家
- エルンスト・フォン・ザロモン - 小説家
- エルンスト・トーラー - 劇作家
- クルト・トゥホルスキー - 風刺作家
- ハンス・ツェーラー - ジャーナリスト

#### 音楽
- アルバン・ベルク - 作曲家
- パウル・ヒンデミット - 作曲家、ヴァイオリン奏者
- オットー・クレンペラー - 指揮者、作曲家
- アルノルト・シェーンベルク - 作曲家
- リヒャルト・シュトラウス - 作曲家
- アントン・ヴェーベルン - 作曲家
- クルト・ワイル - 作曲家

#### 舞踊
- マリー・ヴィグマン - 舞踏家、振付師
- ルドルフ・フォン・ラバン - 振付師
- クルト・ヨース - 振付師

#### 演劇及び映画
- アルフレート・アベル - 俳優
- フェルン・アンドラ - 女優
- アニータ・ベルベル - 女優
- マレーネ・ディートリッヒ - 女優
- アーノルド・ファンク - 映画監督
- グレタ・ガルボ - 女優
- ケーテ・ハーク - 女優
- テア・フォン・ハルボウ - 女優
- ブリギッテ・ヘルム - 女優
- ブルーノ・カストナー - 俳優
- ヴェルナー・クラウス - 俳優
- フリッツ・ラング -映画製作者
- エリカ・マン - 劇作家、ジャーナリスト、女優
- F・W・ムルナウ - 映画製作者
- ポーラ・ネグリ - 女優
- マックス・レインハールト - 演出家
- ハンス・リヒター - 映画製作者、俳優、作家
- レニ・リーフェンシュタール - 舞踏家、女優、 演出家
- ローベルト・ヴィーネ - 演出家

### 建築
- ペーター・ベーレンス - 建築家
- ヴァルター・グロピウス - 建築家
- マルガレーテ・シュッテ＝リホツキー - 建築家
- エルンスト・マイ - 建築家
- エーリヒ・メンデルゾーン - 建築家
- アドルフ・メイエ - 建築家
- ハンス・ペルツィヒ - 建築家
- ブルーノ・タウト - 建築家、都市計画家
- ミース・ファン・デル・ローエ - 建築家

### 哲学及び論理学
- テオドール・アドルノ - 批判理論家
- ヴァルター・ベンヤミン - 批判理論家
- マルティン・ブーバー - 哲学者
- ハンス・フレイエー - 哲学者
- テオドール・ハイカー - 文化批評家
- マルティン・ハイデッガー - 哲学者
- マックス・ホルクハイマー - 批判理論家
- エトガー ・ユリウス・ ユンク - 政治理論家
- ルートヴィヒ・クラーゲス - 哲学者
- アルトゥル・モエレー・ヴァン・デン・ブルック - 文芸批評家
- エルンスト・ニーキッシュ - 政治理論家
- ヘルムート・プレスナー - 哲学的人間学者
- マックス・シェーラー - 哲学者
- カール・シュミット 哲学者、法学者
- ヴェルナー・ゾンバルト - 経済学者、社会学者
- オズヴァルト・シュペングラー - 哲学者
- マックス・ヴェーバー - 政治理論家